# Serani

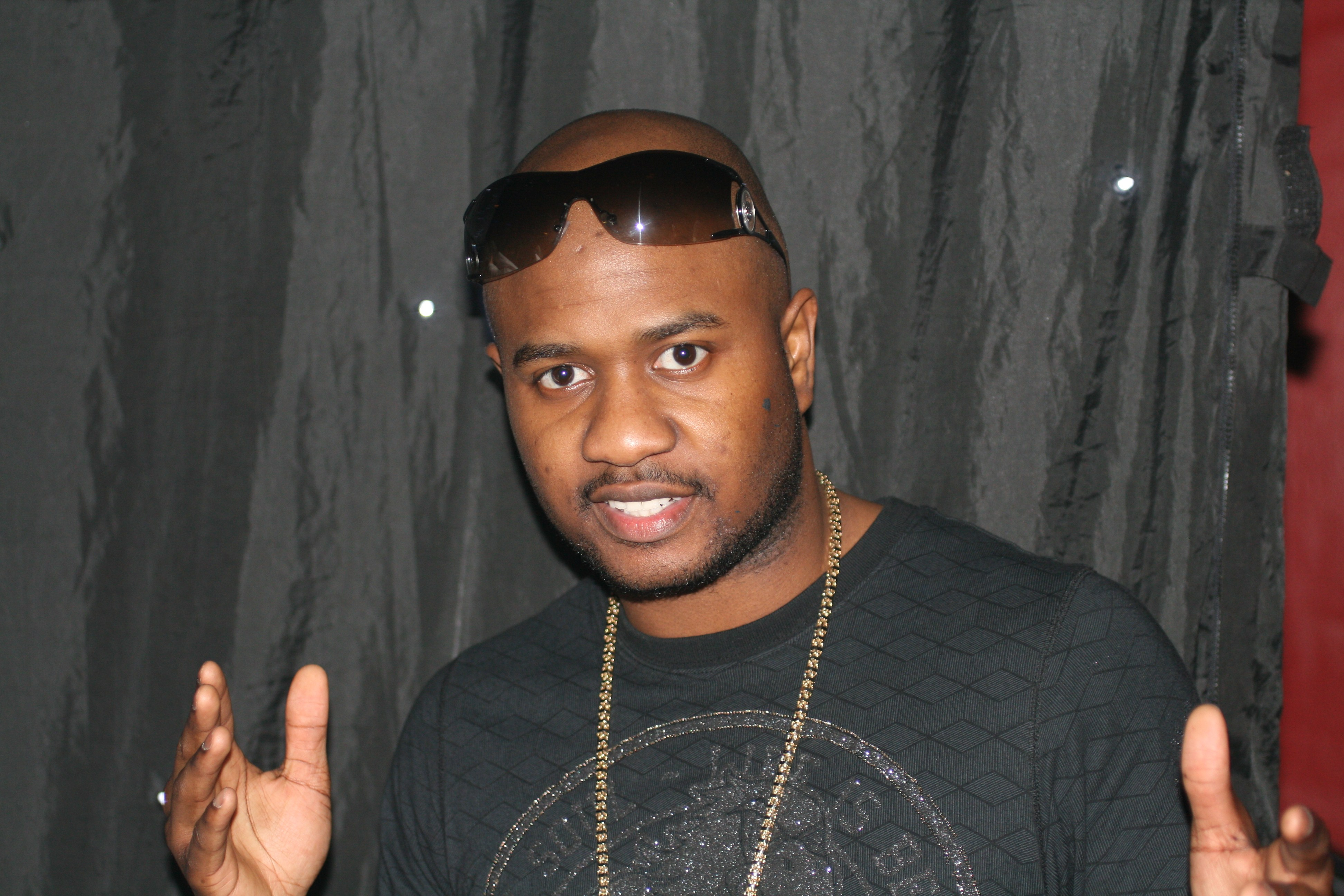

Craig Serani Marsh, född 7 juni 1982 i Kingston, Jamaica, är en musikproducent och sångare inom reggae/dancehall som verkat som medproducent till låtar på Sean Pauls album Trinity och skapat en riddim som heter Smash som Tony Matterhorns hitlåt "Dutty Wine" bygger på. Som sångare har han kontrakt med bolaget JVC Entertainment och har släppt albumet No games 2010. Hans produktionsbolag heter Daseca, som han driver tillsammans med vännerna David Anthony Harrisingh och Craig Andrew Harrisingh. Till DN har han sagt att han gör musik för kvinnor och genom att sjunga på "ren" engelska når dem bättre än om han skulle ha sjungit på sin lokala dialekt. 2012 släppte han albumet It's Serani.